# Tityus generaltheophiloi
Espèce
Tityus generaltheophiloi est une espèce de scorpions de la famille des Buthidae.

## Distribution
Cette espèce est endémique du Roraima au Brésil. Elle se rencontre dans la Serra da Mocidade.

## Description
La femelle holotype mesure 70,5 mm.

## Étymologie
Cette espèce est nommée en l'honneur du général Guilherme Cals Theophilo Gaspar de Oliveira.

## Publication originale
- Lourenço, 2017 : « Scorpions from Brazilian Amazonia, with a description of two new species from Serra da Mocidade National Park in the State of Roraima (Scorpiones: Buthidae, Chactidae). » Arachnida - Rivista Aracnologica Italiana, vol. 12, p. 2-17.